# Asserbos
Het Asserbos is een stadsbos gelegen in Assen, tussen het centrum en de woonwijk Baggelhuizen.
Het is een van de oudste bossen van Nederland en beslaat een oppervlak van ongeveer 114 hectare. Ongeveer 10 hectare is nog oerbos.

## Geschiedenis
Het Asserbos is oorspronkelijk een van de wouden waarmee grote delen van Drenthe bedekt waren. In 1260 werd ten oosten van de Weiersloop het klooster Mariënkamp gebouwd, op de plaats waar sinds 1854 het Drents Museum is gevestigd. Dat klooster verwierf in de loop der eeuwen steeds meer bezittingen, zo ook de marke van Witten en daarmee ook het Asserbos. Dit vrouwenklooster lag midden in het moeras en was daardoor zeer vochtig. De vrouwen vroegen om een klooster te bouwen op een drogere locatie en kregen van de bisschop toestemming om 'ergens op een eenzaam oord' een nieuw klooster te bouwen, en dat werd Mariënkamp.'
Rond 1760 begon men in te zien dat er toch wat gedaan moest worden aan het bos en besloot men akkers en heidevelden ten westen van de Bosbeek weer te bebossen. Het was Wolter Hendrik Hofstede die met dit voor die tijd omvangrijke project startte. Hofstede ontwierp een wandelgebied in de vorm van een sterrenbos, waarbij lange rechte paden elkaar in een stervorm kruisen. Het bos kent twee sterren die op een plattegrond goed te herkennen zijn. Hofstede maakte in het Asserbos twee zichtlijnen: de Hoofdlaan, die gericht is op de toren van de Abdijkerk, en de Roldertorenlaan, die in de richting van de toren van Rolde wijst. Ook werden er cirkelvormige paden toegevoegd en zo kreeg het Asserbos een parkachtige structuur
.

Sterrenbos: Panorama van Kruising Rode Heklaan, Haarlaan, Eenboomslaan en Brandlaan

In de Tweede Wereldoorlog werden in het bos mensen gefusilleerd, waaronder verzetsleider Roelof Jan Dam.

## Vijvers

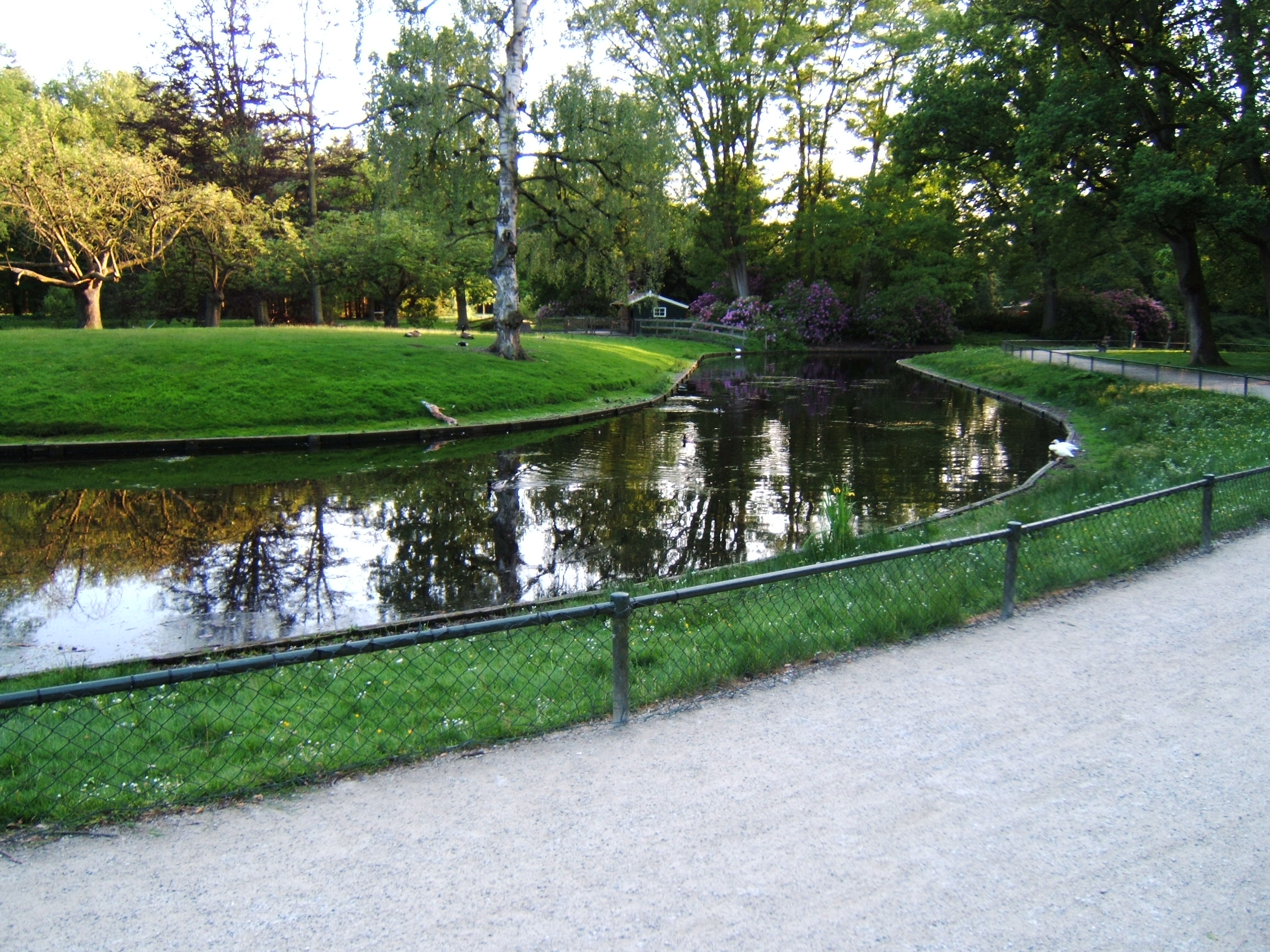
Nieuwe vijver in het Asserbos

De vijvers in het bos zijn niet direct bij de aanleg gegraven. In 1836 werd de Oude Vijver gegraven bij de Beilerstraat. De Nieuwe Vijver werd in 1895 in het kader van een werkverschaffingsproject aangelegd en die werd in 1950 vergroot, waarbij een eiland ontstond. De uitgegraven grond werd gebruikt voor het openluchttheater Tivoli, dat in 1982 weer afgebroken is. In 2006 is het opnieuw opgebouwd en wordt sindsdien weer als openluchttheater gebruikt. Verder is er in het bos een kinderboerderij en een hertenkamp. Bij de Nieuwe Vijver werd in 1939 het Hofstedemonument opgericht.
Het bos, inclusief de kinderboerderij en de hertenkamp zijn in het beheer van de gemeente Assen.
Sinds 2015 staat er aan de rand van het bos het Duurzaamheidscentrum, een bijzonder architectonisch gebouw van de gemeente Assen waar Stichting Het Drentse Landschap en de gemeente samenwerken aan een breed activiteitenprogramma.

## Begraafplaats
In het Asserbos liggen twee begraafplaatsen: de Noorderbegraafplaats aangelegd in 1822, en de Zuiderbegraafplaats, die in 1892 in gebruik werd genomen.